# 鳳站
鳳站（日语：／ Ōtori eki */?）是一個位於日本大阪府堺市西區鳳東町一丁，屬於西日本旅客鐵道（JR西日本）阪和線的鐵路車站。

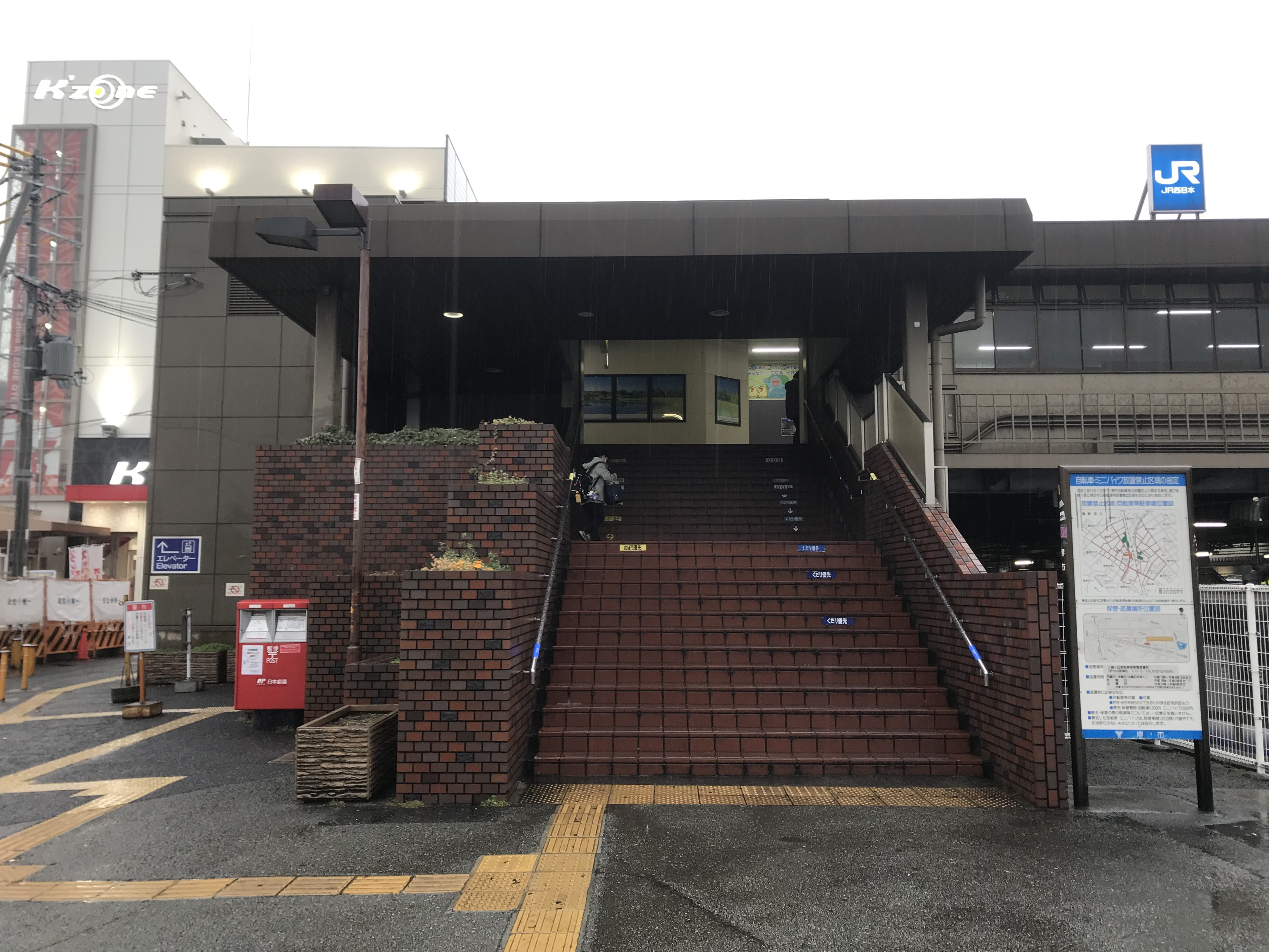
東口(2019年1月)

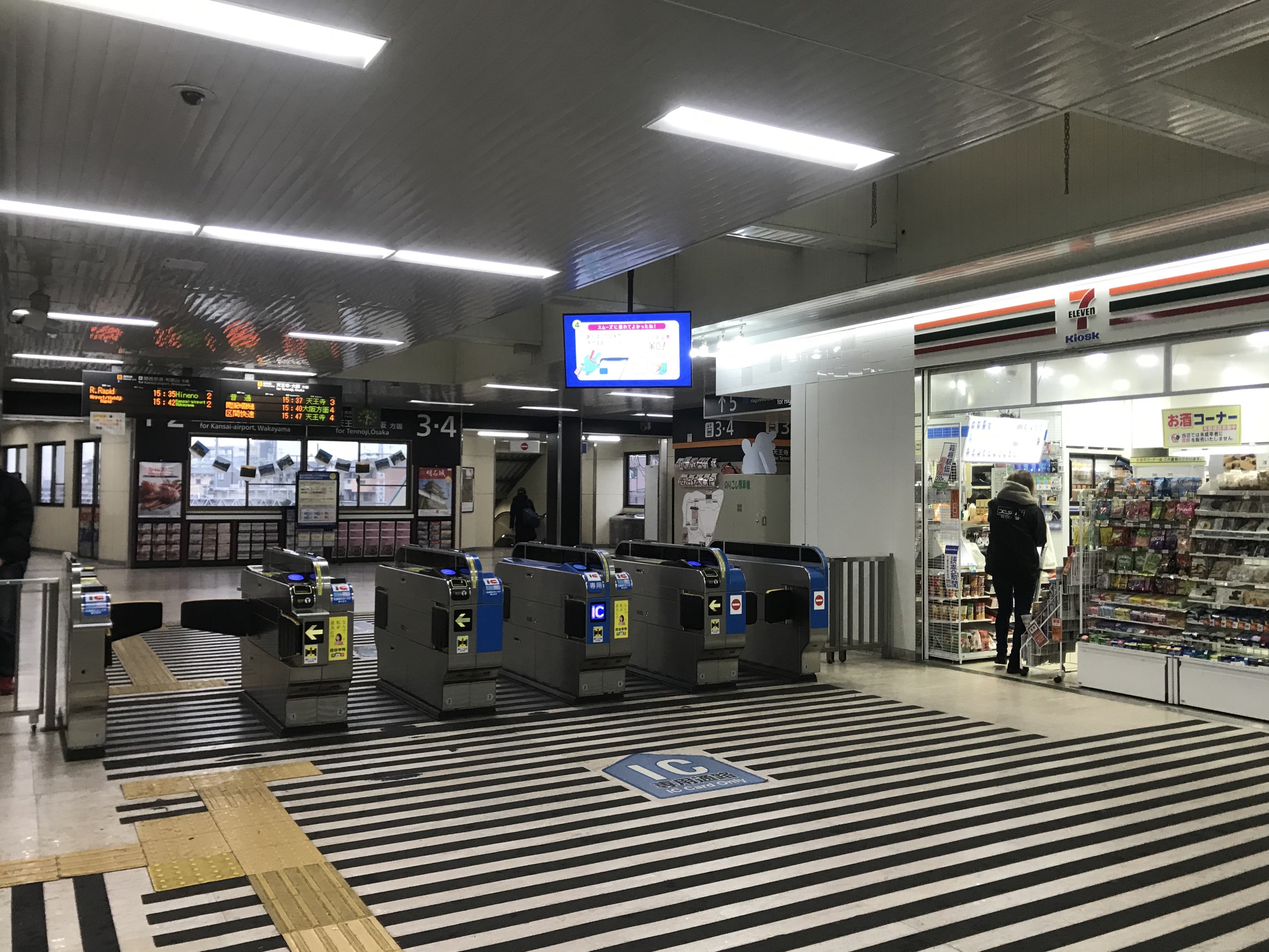
驗票口(2019年1月)

## 車站結構

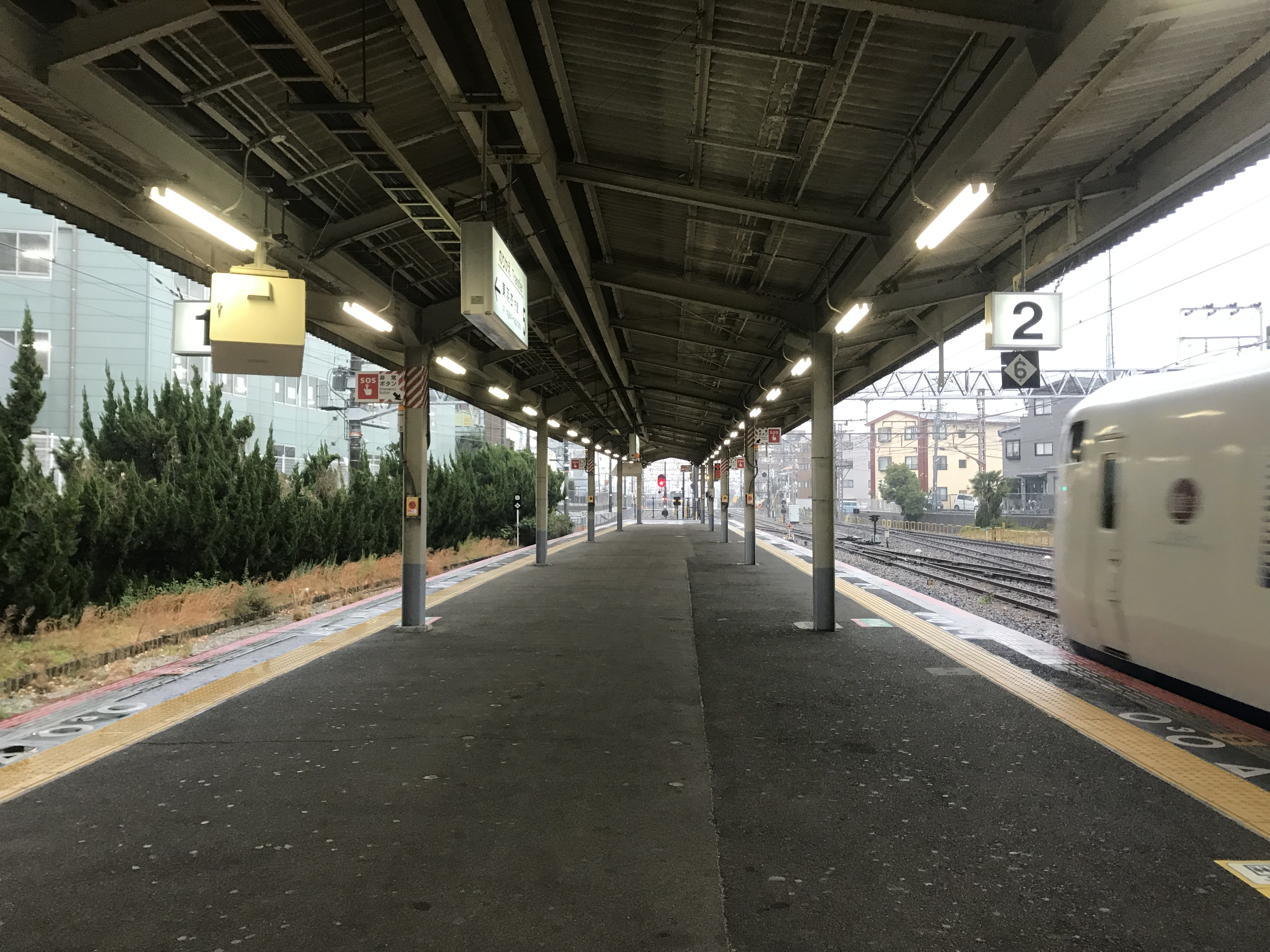
阪和線1號與2號月台(2019年1月)

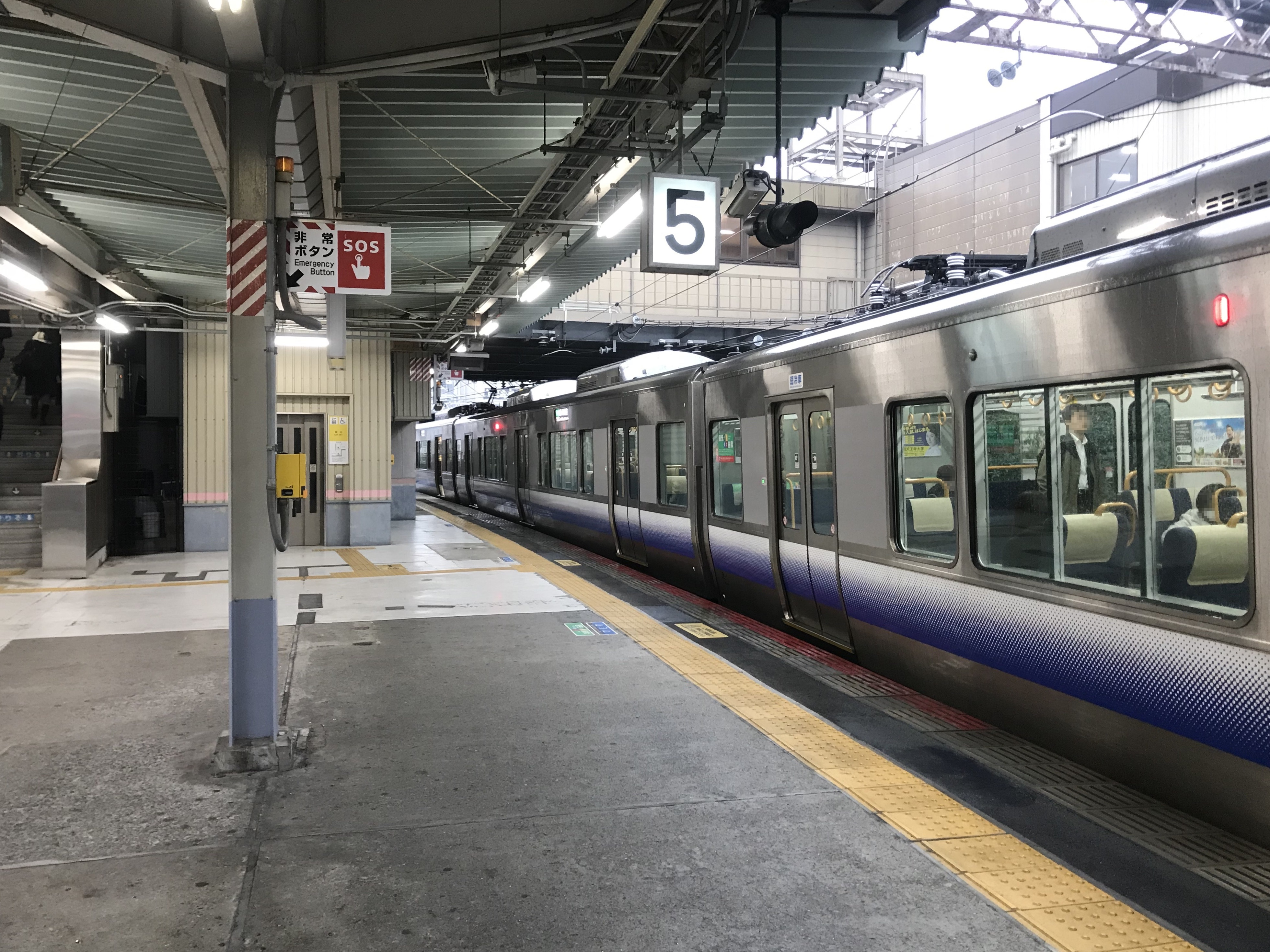
羽衣線5號月台(2019年1月)

本站為側式月台1面1線與島式月台2面4線，合計3面5線的地面車站，設有跨站式站房。出入口設有東口、西口2個。阪和線本線使用1至4號月台，有效長度為8節編組；支線羽衣線使用5號月台，有效長度為4節編組。

### 月台配置
| 月台 | 路線    | 方向    | 目的地                     | 備註          |
| ---- | ------- | ------- | -------------------------- | ------------- |
| 1、2 | 阪和線  | 下行    | 熊取、關西機場、和歌山方向 |               |
| 3、4 | 阪和線  | 上行    | 天王寺、大阪方向           | 一部分1號月台 |
| 5    | ■羽衣線 | ■羽衣線 | 往東羽衣                   |               |

## 使用情況
2016年（平成28年）度1日平均上車人次為18,366人。阪和線、關西機場線的中途站使用人數當中僅次於三國丘站排行第2位。
根據大阪府統計年鑑，1日的平均上車人次如下表。
| 年度               | 1日平均 上車人次 |
| ------------------ | ---------------- |
| 1989年（平成元年） | 15,882           |
| 1990年（平成02年） | 15,969           |
| 1991年（平成03年） | 15,845           |
| 1992年（平成04年） | 15,536           |
| 1993年（平成05年） | 15,256           |
| 1994年（平成06年） | 15,245           |
| 1995年（平成07年） | 15,368           |
| 1996年（平成08年） | 15,567           |
| 1997年（平成09年） | 15,085           |
| 1998年（平成10年） | 14,783           |
| 1999年（平成11年） | 14,460           |
| 2000年（平成12年） | 14,414           |
| 2001年（平成13年） | 14,462           |
| 2002年（平成14年） | 14,558           |
| 2003年（平成15年） | 14,485           |
| 2004年（平成16年） | 14,355           |
| 2005年（平成17年） | 14,415           |
| 2006年（平成18年） | 14,583           |
| 2007年（平成19年） | 14,986           |
| 2008年（平成20年） | 16,100           |
| 2009年（平成21年） | 15,830           |
| 2010年（平成22年） | 16,029           |
| 2011年（平成23年） | 16,347           |
| 2012年（平成24年） | 16,744           |
| 2013年（平成25年） | 17,290           |
| 2014年（平成26年） | 17,459           |
| 2015年（平成27年） | 18,001           |
| 2016年（平成28年） | 18,366           |

## 相鄰車站
西日本旅客鐵道
 阪和線
■關空快速、■紀州路快速、■快速、■直通快速
三國丘（JR-R29）－鳳（JR-R33）－和泉府中（JR-R37）
■區間快速（此站起往富木方向各站停車）
三國丘（JR-R29）－鳳（JR-R33）－富木（JR-R34）
■普通
津久野（JR-R32）－鳳（JR-R33）－富木（JR-R34）
■羽衣線（阪和線支線）
鳳－東羽衣

## 外部連結
- 鳳｜車站資訊：JR出門網 - 西日本旅客鐵道